# Cikalong (Sukahaji)
Cikalong is een bestuurslaag in het regentschap Majalengka van de provincie West-Java, Indonesië. Cikalong telt 4250 inwoners (volkstelling 2010).